# درون من
درون من (به انگلیسی : I Inside) یک فیلم سینمایی انگلیسی- آمریکایی در ژانر تریلر روان‌شناختی به کارگردانی رولاند سوسو ریشتر محصول سال ۲۰۰۳ است. مایکل کانی فیلمنامه را بر اساس نمایشنامه خود بنام نقطه مرگ نوشته‌است. این فیلم هیچ ارتباطی با رمان علمی تخیلی «درون من» نوشته الن دین فاستر ندارد.

## داستان
سایمون کابل گیج و گمراه در تخت بیمارستان از خواب بیدار می‌شود. او به زودی از پزشکان دریافت که به فراموشی مبتلا است و قادر به یادآوری دو سال آخر زندگی خود نیست. کابل آنچه را که برای او اتفاق افتاده‌است بررسی می‌کند و به آرامی گذشته معمایی او را در هم می‌شکند.

## بازیگران
- رایان فیلیپ در نقش سیمون کابل
- سارا پلی در نقش کلیر
- پایپر پرابو در نقش آنا
- استیون ری به عنوان دکتر نیومن
- رابرت شان لئونارد در نقش پیتر کابل
- استیون لانگ در نقش آقای تراویت
- پیتر ایگن در نقش دکتر ترومن
- استیون گراهام در نقش تراویس
- راکی آیولا در نقش پرستار کلیتون

## پذیرش انتقادی
این فیلم به‌طور کلی از نظر منتقدان آنلاین نقدهای منفی دریافت کرده‌است.